# Simca 1000 Coupé et 1200 S
Ne doit pas être confondu avec la Simca 1200, une version de la Simca 1100 assemblée en Espagne.
 (avril 2023).
Si vous disposez d'ouvrages ou d'articles de référence ou si vous connaissez des sites web de qualité traitant du thème abordé ici, merci de compléter l'article en donnant les références utiles à sa vérifiabilité et en les liant à la section « Notes et références ».
La Simca 1000 coupé et Simca 1200 S sont deux versions coupés de la Simca 1000. Ces voitures disposent d'une carrosserie coupé de gamme moyenne inférieure, et sont fabriquées par la marque française Simca, entre 1962 et 1971. La Simca 1000 coupé était plus positionnée comme seconde voiture, à destination des femmes ayant un certain niveau de vie. Tandis que le Coupé 1200 S faisait partie, avec la DS21, du haut de gamme français. C'était les deux voitures de tourisme les plus rapides de l'époque, en France. L'Alpine était très performante, mais beaucoup plus typée sport.

## Histoire
La petite berline Simca 1000 est présentée en 1961, et obtient un gros succès commercial en France, mais assez discret à l'étranger. Le patron historique de Simca Henri Theodore Pigozzi  souhaite remplacer ses vieillissants coupés Plein-Ciel et cabriolets Océane basés sur l'Aronde et sous-traités par la société Facel. Cependant Facel connaît d'énormes difficultés dues au lancement raté d'une petite Facel Véga, la Facellia. Aussi maintenant que les frontières ne sont  plus un obstacle depuis l'ouverture du Marché commun, il se tourne vers son compatriote, le maître carrossier italien Bertone pour concevoir un modèle coupé très effilé à partir de la base mécanique de la Simca 1000 et assurer la fabrication de la carrosserie.

### 1000 Coupé
La voiture est dévoilée en avant première, en octobre 1961 et lancée au Salon de Genève 1962 : c'est la Simca 1000 Coupé by Bertone – dessinée par le jeune  Giorgetto Giugiaro –, une petite voiture aux allures sportives, basse et filante, avec un pavillon très incliné et la partie arrière qui se termine avec deux petits feux ronds. Ses lignes sont assez semblables à celle de sa concurrente, la Fiat 850 Coupé Sport, mais fait de la Simca 1000 Coupé la première concurrente française à la Renault Caravelle et aux premières Alpine A110, elles aussi équipées d'un moteur d'un litre de cylindrée.
Le Coupé 1000 partage la plateforme et la mécanique de la berline, mais ses caractéristiques de tenue de route sont meilleures, en raison de sa moindre hauteur, et bénéficie d'une vitesse maximale plus élevée du fait de son aérodynamisme.
Son moteur Poissy n'est que le quatre cylindres de 944 cm3, dans une de ses très nombreuses variantes de puissance portée à 52 ch. Sa vitesse atteint 140 km/h. Son freinage a été nettement amélioré par rapport à celui de la berline par le remplacement des freins à tambours par des disques sur les quatre roues.
La voiture connaît un assez bon succès en France parmi une clientèle jeune. Elle reste méconnue à l'étranger.

### 1200 S

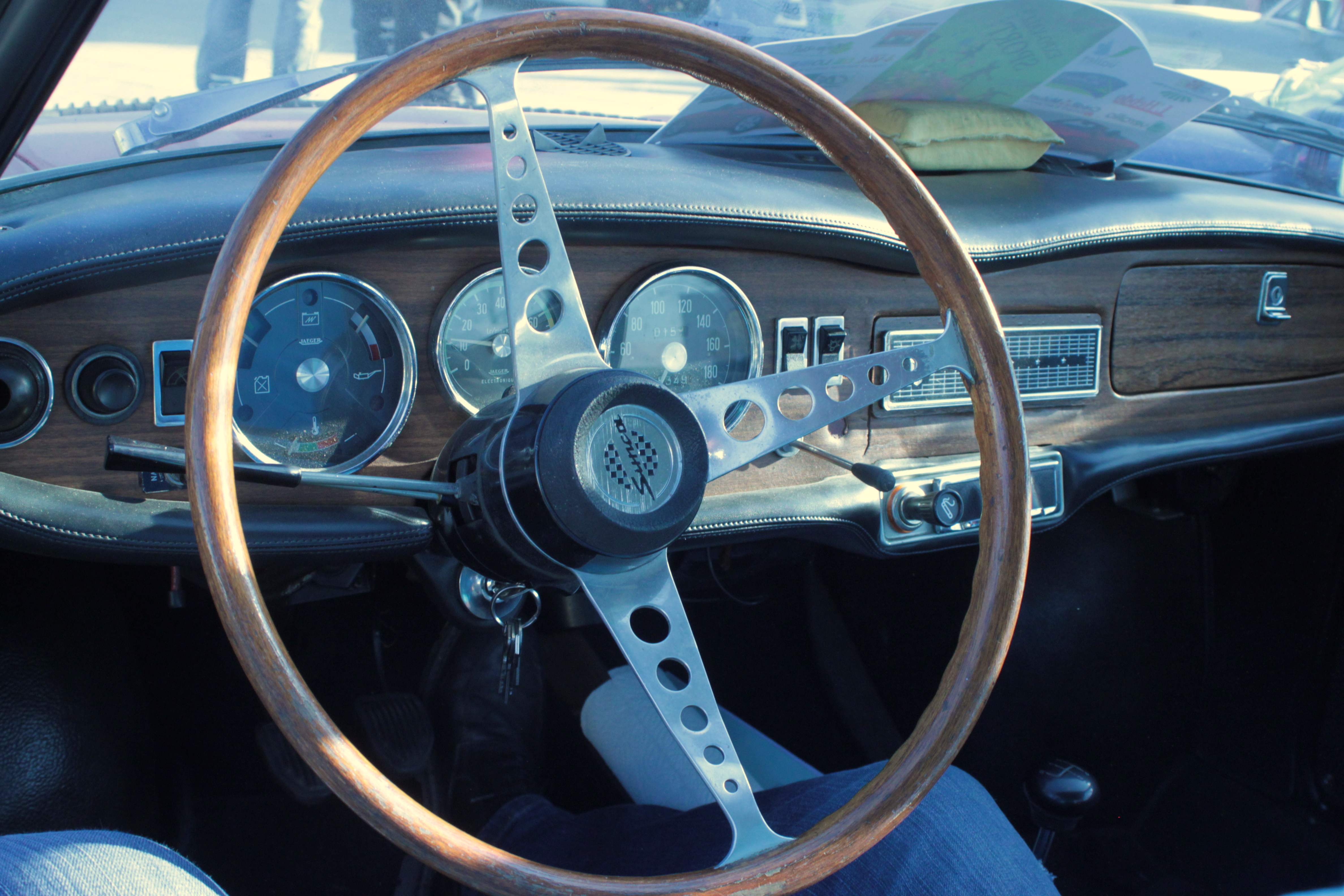
Le tableau de bord de la 1200S.

Pénalisé par un renouvellement de gamme plus que laborieux, et surtout par une image de marque très chahutée depuis la reprise par Chrysler, qui remplace Fiat en 1963, le nouveau patron de Simca, Georges Héreil , décide alors de redorer son blason et de miser plus sur la carte sportive. Pour bien marquer cette évolution, il est envisagé de relancer le coupé et de le viriliser en juin 1967.
Une mise à jour esthétique est alors demandée à Bertone, déjà auteur de la première série. La calandre est redessinée, des grilles d'aération plagiant celles de la Lamborghini Miura apparaissent sur le capot, mais la chausse pneumatique reste désespérément trop petite.
La direction de Simca veut une motorisation plus vitaminée et équipe la voiture du moteur Poissy qui équipera la future Simca 1100, un 1 204 cm3 développant 82 ch grâce à ses deux carburateurs double corps et autorisant une vitesse de 175 km/h.
Encore plus que la 1000 Coupé, la 1200 S est critiquée pour son freinage trop peu performant, sa direction floue et le manque de souplesse de sa mécanique.
En 1968, la puissance augmente légèrement, pour arriver à 84 ch et la vitesse touche presque les 179 km/h. La 1200S termine sa carrière en 1971 sans être remplacée. Pour cela, il faut attendre 1973 et la Bagheera, fabriquée par Simca-Chrysler, en collaboration avec Matra.
La 1200 S n'est produite qu'à 14 400 exemplaires, entre 1967 et 1971, sans jamais avoir réussi à séduire la clientèle visée par ses concepteurs.

## Production
Au total, presque 25 000 exemplaires de carrosseries nues sont produits dans les ateliers Bertone, dans la banlieue de Turin, et qui rejoignent, par chemin de fer, l'usine Simca de Poissy pour y recevoir la partie mécanique.